# Aporophyla lutulenta
Aporophyla lutulenta là một loài bướm đêm thuộc họ Noctuoidea. Nó được tìm thấy ở châu Âu, chủ yếu ở Trung Âu và Nam Âu, gần Biển Đen và Kavkaz.
Chiều dài cánh trước là 15–18 mm. Con trưởng thành bay vào tháng 9.
Ấu trùng ăn nhiều loại thực vật bao gồm cỏ.

## Hình ảnh

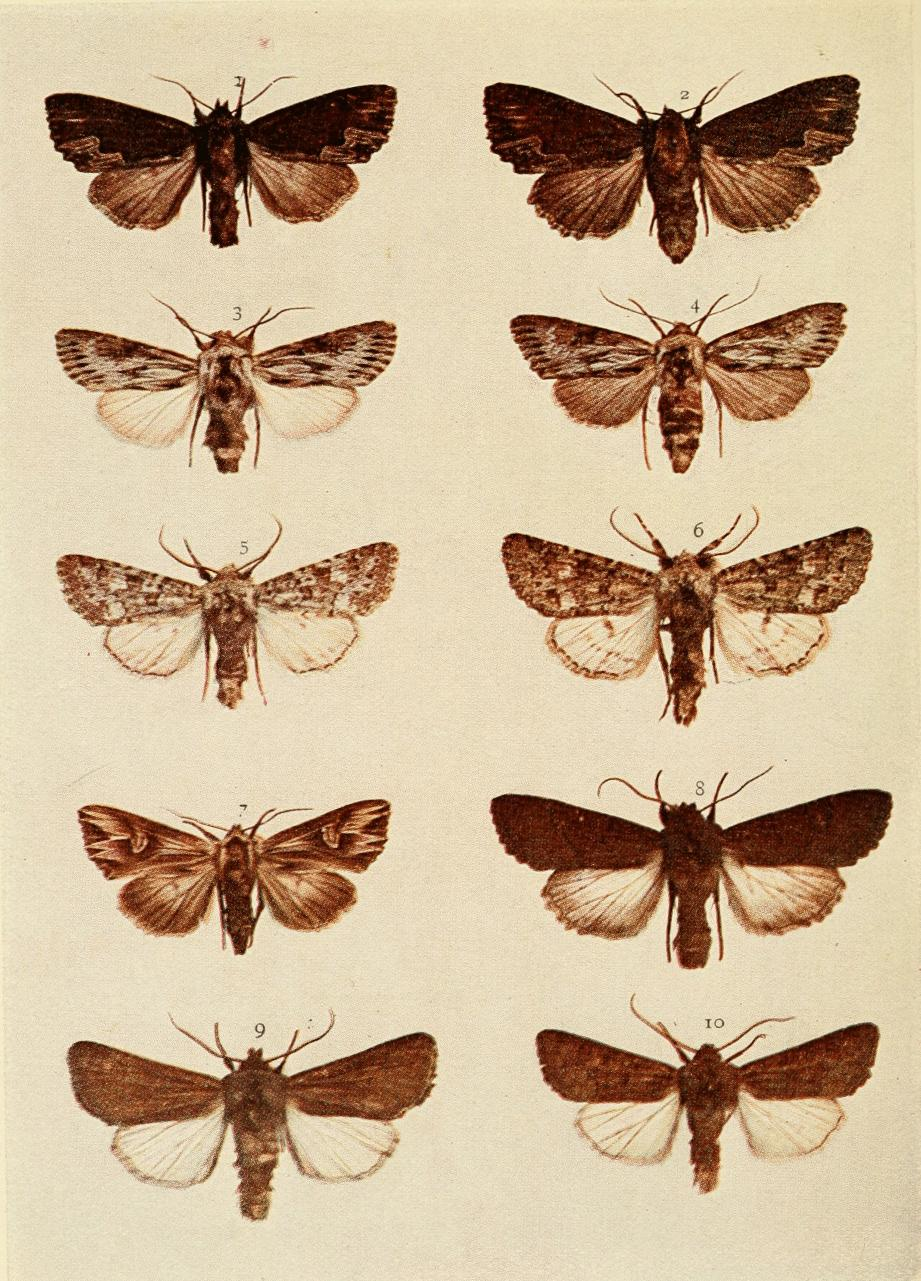